# La pallottola senza nome
La pallottola senza nome (No Name on the Bullet) è un film del 1959 diretto da Jack Arnold.
È un film western statunitense con Audie Murphy, Charles Drake e Joan Evans. 

## Trama
John Gant arriva a Lordsburg. È un famigerato sicario, che riesce sempre a cavarsela perché uccide le sue vittime in un regolare duello, dopo averle provocate. In città tutti si chiedono chi sia venuto a cercare, e alcuni, immischiati in affari loschi o con nemici di varia sorta, sono particolarmente nervosi. Pierce, un banchiere, non regge alla tensione e si uccide. L'unico che ha il coraggio di parlare con Gant, e di discutere con lui sui loro rispettivi ruoli nella società, è Luke, il giovane medico del paese. Lo sceriffo si decide a chiedergli di andarsene, e lui gli spara, ferendolo. Poi lo vorrebbe affrontare Lou, un ex bandito che aveva portato via la moglie ad un suo compare, ma all'ultimo momento desiste e decide di scappare. Infine, vanno in gruppo ad affrontarlo, ma anche questa volta rinunciano perché temono che lui abbia comunque il tempo di uccidere parecchi di loro. 
Tra Gant e Luke cresce il rispetto e la simpatia reciproca. Luke è fidanzato con la figlia di un giudice in pensione, gravemente malato. Ci sono altre vittime durante scontri tra famiglie divise da vecchi rancori. La figlia del giudice capisce che Gant era venuto per uccidere suo padre, su incarico di banditi che lui aveva fatto condannare, e lo affronta, ma lui la disarma e va a casa del giudice per adempiere al suo incarico. Il giudice non si difende, e allora Gant per provocarlo gli fa credere di avere violentato sua figlia. A questo punto il giudice prende un fucile, e Gant è pronto a sparargli, ma non ne ha bisogno perché questi crolla a terra morto. In quel momento arriva Luke. I due si scontrano,  ferendosi reciprocamente. Poi Luke capisce che Gant non ha ucciso il giudice, e lo vorrebbe curare, ma lui rifiuta e se ne va.

## Produzione
Il film, diretto da Jack Arnold su una sceneggiatura di Gene L. Coon con il soggetto di Howard Amacker, fu prodotto da Jack Arnold e Howard Christie per la Universal International Pictures e girato negli Universal Studios a Universal City in California nel settembre del 1958.

## Distribuzione
Il film fu distribuito con il titolo No Name on the Bullet negli Stati Uniti nel febbraio del 1959 al cinema dalla Universal Pictures.
Alcune delle uscite internazionali sono state:
- in Finlandia il 24 aprile 1959 (Luodissa ei ole nimeä)
- in Francia il 15 luglio 1959 (Une balle signée X)
- in Germania Ovest il 28 agosto 1959 (Auf der Kugel stand kein Name)
- in Austria nel settembre del 1959 (Auf der Kugel stand kein Name)
- in Svezia il 26 dicembre 1959 (Utmanaren)
- in Danimarca l'8 agosto 1960 (Han kom for at dræbe)
- in Brasile (Balas que não Erram)
- in Grecia (Sfaira dihos onoma)
- in Italia (La pallottola senza nome)

## Critica
Secondo il Morandini il film è "il migliore dei 4 western diretti da J. Arnold" anche grazie alla sceneggiatura con "l'originale trovata del martello e l'acuta analisi dei personaggi e dei comportamenti, sagacemente giocata in funzione della suspense". Secondo Leonard Maltin il film è "lento, filosofico e intelligente" e risulta essere "il migliore dei western diretti da Arnold".